# Saqueador (cómic)
Parnival Plunder alias El Saqueador es un personaje ficticio que aparece en los cómics estadounidenses publicados por Marvel Comics. El personaje existe en el universo compartido de Marvel, conocido como el Universo Marvel, El Saqueador es el hermanastro y enemigo de Ka-Zar.

## Historial de publicaciones
El personaje del Saqueador se introdujo inicialmente en el cómic de Marvel Daredevil número 12 (enero de 1966), y fue creado por el escritor Stan Lee y el artista Jack Kirby. Era el hermano del personaje Ka-Zar, como se revela en su historia de origen en Daredevil # 13.
También hizo apariciones significativas en cómics posteriores a lo largo de los años 60, 70 y principios de los 80, incluidos Tales to Astonish # 95-98 (septiembre - diciembre de 1967), Marvel Super-Heroes # 19 (marzo de 1969), Astonishing Tales # 11 (abril 1972), y # 17-20 (abril - junio de 1973), Fantastic Four # 191 (febrero de 1978), Rom # 13 (diciembre de 1980) y Ka-Zar the Savage # 31 - 33 (abril, junio y agosto de 1984). Sin embargo, el personaje se desvaneció en la oscuridad durante muchos años, hasta que fue el principal antagonista de la primera mitad del título homónimo de Ka-Zar en 1997 por el escritor Mark Waid y el artista Andy Kubert, de los números 1 a 10 (mayo de 1997 - febrero de 1998).
El Saqueador aparentemente fue asesinado por el Punisher en Punisher War Journal # 2 (febrero de 2007) durante el evento de Marvel Guerra Civil. Esto llevó a un punto de inflexión en la historia que involucraba las actividades del Capitán América durante la Guerra Civil, ya que tenía la intención de permitir que los supervillanos se unieran a su lado y las acciones del Punisher lo impidieron.
Sin embargo, el Saqueador reapareció poco tiempo después en Marvel Comics Presents Vol. 2 # 5 - 6 (marzo - abril de 2008), explicando que el hombre que había muerto no había sido él sino su "representante estadounidense".

## Biografía del personaje ficticio
Parnival Plunder era el hermanastro menor de Ka-Zar. Cuando su padre Robert descubrió la Tierra Salvaje, se corrió la voz y envió a Kevin a vivir allí y a Parnival a vivir como marinero para mantenerlos a salvo. Creyendo que Kevin había sido asesinado, Parnival se estableció como el señor de Castle Plunder como un frente para sus actividades criminales como el Saqueador. Al enterarse de que su hermano había sobrevivido en la Tierra Salvaje como Ka-Zar, los dos se enfrentaron en varias ocasiones, principalmente por la obsesión de Parnival con el vibranio antártico.
Parnival entró en conflicto con Los 4 Fantásticos en un momento, cuando trató de robar el equipo de laboratorio de Reed Richards mientras el equipo se había disuelto temporalmente.
Parnival más tarde se alió con el clon de Thanos en un plan para robar el equipo que mantiene el entorno idílico de la Tierra Salvaje. El Saqueador contrata a un hombre llamado Gregor para armar una tribu de la Tierra Salvaje con rifles láser para atacar a Ka-Zar, y secuestrar al hijo de Ka-Zar, Matthew, mientras Ka-Zar está ocupado. Ka-Zar y Shanna la Diablesa rescatan al bebé y descubren que Parnival empleó a Gregor, por lo que Ka-Zar viaja a Nueva York para averiguar por qué su hermano quería que lo mataran. Mientras está allí, Rhino ataca a Ka-Zar en nombre de Parnival, aunque Ka-Zar convierte a Rhino en un arma contra su hermano. Shanna, que había seguido a Ka-Zar a Nueva York, fue atacada por los hombres del Saqueador. Parnival puede pasar de contrabando la maquinaria de terraformación de la Tierra Salvaje a la ciudad de Nueva York, lo que tiene efectos devastadores en la Tierra Salvaje.
Durante la Guerra Civil, Parnival esperaba aliarse con el Capitán América, pero el Castigador lo ejecutó antes de que el Capitán América pudiera intervenir. Parnival resurgió y reveló que su "representante estadounidense" había sido asesinado y no él.
Durante la historia de Infinity, Parnival y sus hombres fueron detenidos por robar partes de robots por los Héroes de Alquiler. Parnival intenta escapar, pero el Superior Spider-Man lo detiene (la mente del Doctor Octopus en el cuerpo de Peter Parker).
La moral de Parnival y 3 miembros de su pandilla se invierten durante los eventos de AXIS debido a que están secretamente presentes en Genosha durante la batalla contra Red Onslaught. La nueva perspectiva de Parnival sobre la vida lo lleva a intentar convertirse en una figura parecida a Robin Hood que dona una parte de lo que roba a los "huérfanos hambrientos". Cuando Saqueador intenta robar una compañía corrupta llamada Cortex Incorporated, él y su pandilla son detenidos por el Capitán América.
Parnival, de alguna manera restaurado a la normalidad, reaparece durante All-New, All-Different Marvel que se embarca en una ola de crímenes que Los Nuevos Vengadores lo detienen.

## Otras versiones

### What If?
Saqueador fue visto en un número de What If? donde giraba alrededor de la terraformación de la Tierra Salvaje hacia Nueva York. Tanto él como Ka-Zar se sacrifican para volver a Nueva York a la normalidad.